# Línea 9 (autobuses urbanos de Granada)
La línea 9 es una línea regular de autobús urbano de la ciudad española de Granada. Operada por la empresa Transportes Rober.
Realiza el recorrido comprendido entre Sagrada Familia y El Serrallo, a través del eje avenida de la Constitución-Gran Vía. Tiene una frecuencia media de 10 a 20 minutos.

## Recorrido
Aunque su cabecera se situaba en la calle Sagrada Familia, no es la última parada, ya que la línea continúa el recorrido por el interior de La Chana hasta el límite con el municipio de Maracena. Por ello, los viajeros que cogían esta línea en La Chana podían permanecer en el autobús cuando superaba esta cabecera. Por el interior de La Chana recorría calles menores. En el centro se incorporaba al tronco común con la mayoría del resto de líneas entre avenida de la Constitución y acera del Darro. Después, junto con la línea 21 se adentraba en el barrio de El Serrallo, aunque continuaba hasta el límite con el municipio de Huétor Vega.
Enlaza con el Metropolitano de Granada en la parada de Villarejo.